# NGC 3906
NGC 3906 (другие обозначения — UGC 6797, MCG 8-22-12, ZWG 243.11, IRAS11469+4842, PGC 36953) — галактика в созвездии Большая Медведица.
Этот объект входит в число перечисленных в оригинальной редакции «Нового общего каталога».
Галактика NGC 3906 входит в состав группы галактик NGC 4051. Помимо NGC 3906 в группу также входят ещё 19 галактик.
В галактике имеется необычное смещение между центром перемычки и фотометрическим центром звёздного диска.